# Beautiful People (canção de Ed Sheeran)
"Beautiful People" é uma canção gravada pelo músico inglês Ed Sheeran com participação do cantor norte-americano Khalid, com quem co-compôs a faixa juntamente com Shellback, Fred again e Max Martin. Estes três últimos ficaram encarregues da produção e arranjos, com Sheeran e Alex Gibson dando cargo de produção adicional. O tema foi distribuído no Reino Unido  e Irlanda a partir de 28 de Junho de 2019 pela editora discográfica Atlantic como o terceiro single de No.6 Collaborations Project (2019), quarto trabalho de estúdio do músico inglês. Rapidamente alcançou o primeiro posto da tabela oficial de singles do Reino Unido, onde tornou-se no segundo número um do álbum e no sétimo da carreira de Sheeran.

## Créditos e pessoal
Os créditos seguintes foram adaptados do encarte do álbum No.6 Collaborations Project (2019):
- Edward Sheeran — vocais principais, vocais de apoio, composição, produção e arranjos
- Khalid Robinson — vocais principais, composição
- Max Martin — composição, produção e arranjos
- Karl "Shellback" Schuster — composição, produção e arranjos, guitarra, programação
- Fred "again" Gibson — vocais de apoio, composição, produção e arranjos, programação, baixo, bateria, guitarra, teclado, engenharia acústica
- Alex Gibson — produção e arranjos adicionais
- Serban Ghenea — mistura
- Denis Kosiak — engenharia acústica
- Joe Rubel — engenharia acústica
- John Hanes — engenharia acústica
- Michael Ilbert — engenharia acústica
- Stuart Hawkes — masterização

## Desempenho nas tabelas musicais
| País — Tabela musical (2019)                               | Posição de pico |
| ---------------------------------------------------------- | --------------- |
| Austrália — Top 100 Singles (ARIA Charts)                  | 4               |
| Áustria — Ö3 Austria Top 40                                | 7               |
| Bélgica (Flandres) — Top 50 Singles (Ultratop)             | 5               |
| Bélgica (Valónia) — Top 50 Singles (Ultratop)              | 4               |
| Canadá — Hot 100 (Billboard)                               | 6               |
| China — Airplay Chart FL (Billboard)                       | 1               |
| República Checa — Rádio Top 100 (FIIF)                     | 2               |
| República Checa — Singles Digital - Top 100 (FIIF)         | 3               |
| Dinamarca — Single Top-40 (Hitlisten)                      | 3               |
| Estónia — Tipp-40 Muusikas (Eesti Ekspress)                | 3               |
| Finlândia — Suomen virallinen singlelista                  | 2               |
| França — Top Singles (SNEP)                                | 34              |
| Alemanha — Top 100 Singles (GfK Entertainment Charts)      | 5               |
| Grécia — Top 200 Airplay Chart (ΈΕΠΗ)                      | 2               |
| Hungria — Radiós Top 40 (MAHASZ)                           | 3               |
| Hungria — Single Top 40 (MAHASZ)                           | 10              |
| Hungria — Stream Top 40 (MAHASZ)                           | 4               |
| Islândia — Lagalistinn (Tonlistinn)                        | 20              |
| Irlanda — Singles Top 50 (IRMA)                            | 2               |
| Itália — Top Singoli (FIMI)                                | 30              |
| Japão — Hot 100 (Billboard)                                | 45              |
| Letónia — Mūzikas Patēriņa Tops (LAIPA)                    | 2               |
| Líbano — The Official Lebanese Top 20                      | 3               |
| Lituânia — Top 100 (AGATA)                                 | 2               |
| Malásia — Top 20 Singles (RIM)                             | 4               |
| Países Baixos — Single Top 100 (MegaCharts)                | 3               |
| Países Baixos — Stichting Nederlandse Top 40               | 6               |
| Nova Zelândia — Top 40 Singles (RMNZ)                      | 2               |
| Noruega — Topp 40 Singles (VG-lista)                       | 4               |
| Paraguai — Top 100 de Canciones (SGP)                      | 50              |
| Polónia — Airplay Top 100 (ZPAV)                           | 7               |
| Portugal — Top 100 Singles (AFP)                           | 8               |
| Roménia — Airplay 100 (Media Forest)                       | 43              |
| Escócia — Singles Sales Top 100 (OCC)                      | 5               |
| Singapura — Top 30 International (RIAS)                    | 2               |
| Eslováquia — Rádio Top 100 (FIIF)                          | 3               |
| Eslováquia — Singles Digital - Top 100 (FIIF)              | 2               |
| Eslovênia — SloTop50 Singles                               | 5               |
| Espanha — Top 100 Canciones (PROMUSICAE)                   | 53              |
| Suécia — Top Singles Top 100 (Sverigetopplistan)           | 3               |
| Suíça — Top Singles Top 75 (Schweizer Hitparade)           | 7               |
| Reino Unido — Official Singles Chart Top 100 (OCC)         | 1               |
| Estados Unidos — Billboard Hot 100                         | 13              |
| Estados Unidos — Hot Adult Contemporary Tracks (Billboard) | 17              |
| Estados Unidos — Adult Top 40 (Billboard)                  | 7               |
| Estados Unidos — Dance/Mix Show Airplay (Billboard)        | 14              |
| Estados Unidos — Mainstream Top 40 (Billboard)             | 5               |
| Estados Unidos — Top 100 (Rolling Stone)                   | 34              |

| País — Tabela musical (2019)                           | Posição |
| ------------------------------------------------------ | ------- |
| Austrália — ARIA Top 100 Singles Chart                 | 14      |
| Áustria — Ö3 Austria Top 40                            | 19      |
| Bélgica (Flandres) — Top 50 Singles (Ultratop)         | 34      |
| Bélgica (Valónia) — Top 50 Singles (Ultratop)          | 40      |
| Canadá — Hot 100 (Billboard)                           | 29      |
| Dinamarca — Single Top-40 (Hitlisten)                  | 14      |
| Alemanha — Top 100 Single (Offizielle Deutsche Charts) | 25      |
| Irlanda — Singles Top 50 (IRMA)                        | 21      |
| Itália — Top Singoli (FIMI)                            | 81      |
| Letónia — Mūzikas Patēriņa Tops (LAIPA)                | 16      |
| Países Baixos — Stichting Nederlandse Top 40           | 10      |
| Países Baixos — Single Top 100 (MegaCharts)            | 23      |
| Nova Zelândia — Top 40 Singles (RMNZ)                  | 19      |
| Paraguai — Top 100 de Canciones (SGP)                  | 50      |
| Polónia — Airplay Top 100 (ZPAV)                       | 78      |
| Eslovênia — SloTop50 Singles                           | 47      |
| Suécia — Singles Top 100 (Sverigetopplistan)           | 23      |
| Suíça — Top Singles Top 75 (Schweizer Hitparade)       | 23      |
| Reino Unido — Singles Top 100 (OCC)                    | 21      |
| Estados Unidos — Hot 100 (Billboard)                   | 50      |
| Estados Unidos — Adult Top 40 (Billboard)              | 26      |
| Estados Unidos — Mainstream Top 40 (Billboard)         | 26      |

| Região — Associação (Vendas)        | Certificação |
| ----------------------------------- | ------------ |
| Austrália — ARIA (210 000)          | 3× Platina   |
| Áustria — FIIF (30 000)             | Platina      |
| Bélgica — BEA (40 000)              | Platina      |
| Brasil — Pro-Música Brasil (80 000) | 2× Platina   |
| Canadá — Music Canada (240 000)     | 3× Platina   |
| Dinamarca — FIIF (90 000)           | Platina      |
| França — SNEP (10 000)              | Ouro         |
| Alemanha — BVMI (200 000)           | Ouro         |
| Itália — FIMI (50 000)              | Platina      |
| Nova Zelândia — RMNZ (60 000)       | 2× Platina   |
| Reino Unido — BPI (600 000)         | Platina      |
| Estados Unidos — RIAA (1 000 000)   | Platina      |
| Espanha — PROMUSICAE (20 000)       | Ouro         |